# Failly
Failly település Franciaországban, Moselle megyében. Lakosainak száma 542 fő (2022. január 1.). Failly Charly-Oradour, Nouilly, Sainte-Barbe, Sanry-lès-Vigy, Servigny-lès-Sainte-Barbe és Vany községekkel határos.

## Népesség
A település népességének változása:
| Lakosok száma | 155  | 490  | 546  | 566  | 535  | 512  | 511  | 530  | 536  | 542  |
|               | 1968 | 1982 | 1990 | 2006 | 2013 | 2015 | 2017 | 2019 | 2020 | 2022 |